# Poslední případ
Poslední případ je krátká detektivní povídka britského spisovatele Arthura Conana Doyla vydaná v prosinci roku 1893 v časopise The Strand Magazine pod názvem The Adventure of the Final Problem. Pojednává o Sherlocku Holmesovi. Později se povídka stala součástí knihy Vzpomínky na Sherlocka Holmese.
Sherlock Holmes se v této povídce utká se zločineckým géniem profesorem Moriartym. Jejich konečné setkání u Reichenbašských vodopádů zdánlivě končí smrtí Holmese i Moriartyho. Doyle později napsal ještě román Pes baskervillský (1902), který Poslednímu případu dějově předchází. Holmese pak definitivně oživil roku 1903 v povídce Prázdný dům a napsal s ním ještě mnoho dalších povídek.
Mezi fanoušky spustila Holmesova smrt vlnu nevole. Doyle Poslední případ označil jako svou 4. nejoblíbenější holmesovskou povídku.

## Děj
Watsona jeden večer navštíví zraněný a vyčerpaný Holmes a poví mu o kriminálním gangu, vedeném profesorem Moriartym, který stojí za mnohými londýnskými zločiny a na jehož dopadení Holmes po mnoho měsíců pracuje. To ráno Holmese na Baker Street navštívil Moriarty, aby mu slíbil záhubu. Holmes požádá Watsona, aby s ním odjel na několik dní do Evropy, než policie všechny členy gangu dopadne.
Druhý den Watson odjíždí s Holmesem vlakem, ale nečekaně změní trasu cesty, protože jsou Moriartym sledováni.

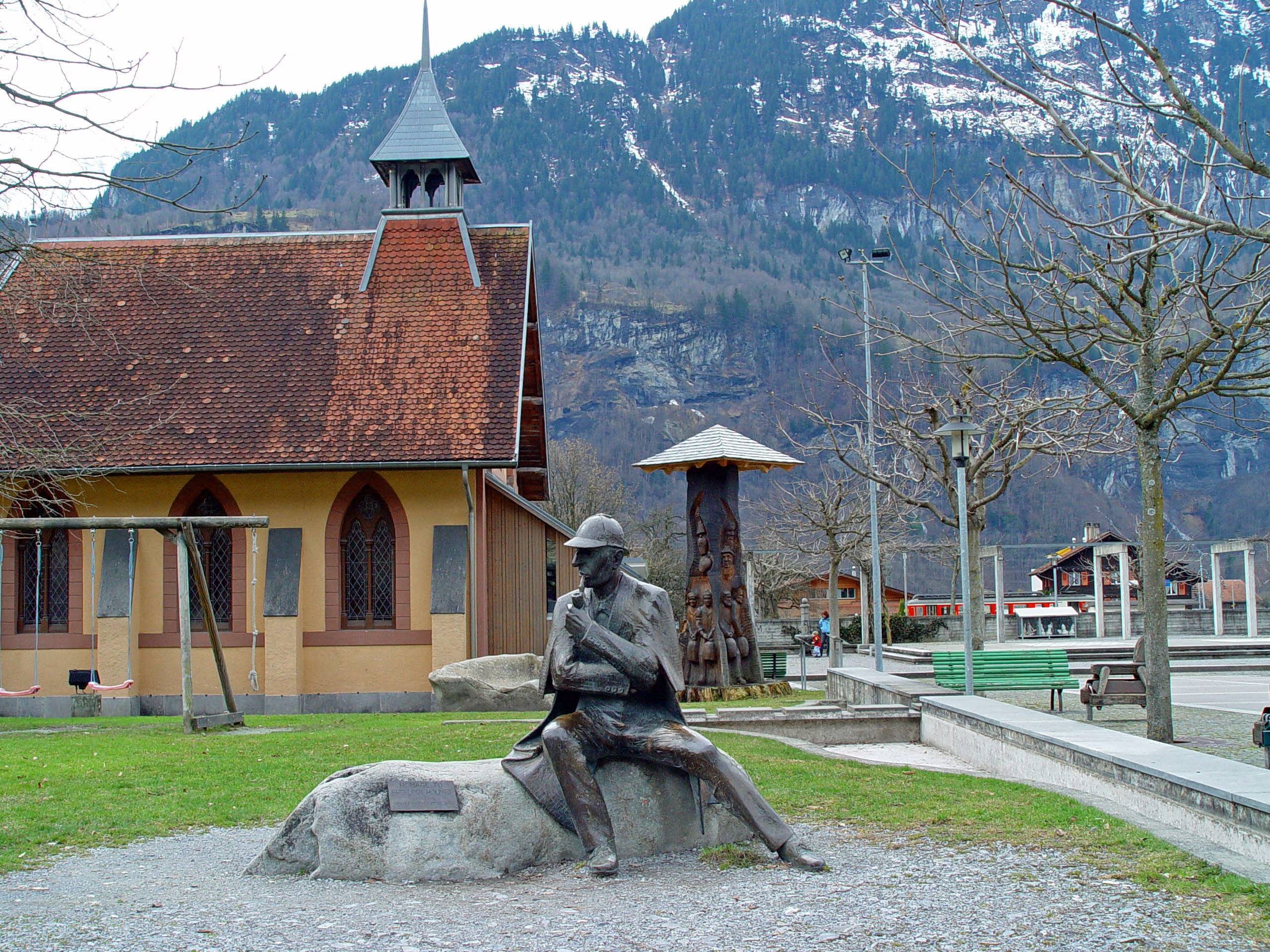
Bronzová socha Sherlocka Holmese v Meiringenu.

Ve Štrasburku Holmesovi dojde telegram od policie, který hlásá, že všichni členové gangu byli polapeni, kromě Moriartyho, který je Holmesovi na stopě. Holmes doporučí Watsonovi vrátit se do Anglie, ten však odmítne a oba pokračují do Švýcarska, kde několik dní putují po horách. Ubytují se v hotelu ve vesničce Meiringen a vydají se podívat k Reichenbašským vodopádům.
U vodopádu přinese poslíček Watsonovi vzkaz, že do jejich hotelu dorazila nemocná angličanka, která si žádá anglického lékaře. Watson, i když s obavami, Holmese opouští. V hotelu se však dozví, že žádná taková žena tam není. Okamžitě si uvědomí situaci a spěchá zpět k vodopádu, kde nalézá jen Holmesovu alpinistickou hůl a vzkaz, který mu zanechal.
Sherlock Holmes i profesor Moriarty se po zápasu oba zřítili do propasti a jejich těla nebyla nikdy nalezena.

## Památky v Meiringenu
Reichenbašské vodopády jako kulisu Holmesovi smrti Doyle zvolil při svém pobytu ve Švýcarsku, kam doprovázel svou tuberkulózou nemocnou ženu. V městečku Meiringen lze najít mnoho odkazů na slavného detektiva. Na náměstí pojmenované Conan Doyle Place se nachází bronzová socha Sherlocka Holmese. Ve sklepení anglikánského kostela pak lze navštívit muzeum Sherlocka Holmese.

## Adaptace
Povídka se dočkala mnoha adaptací, například:
- epizoda sovětského seriálu Dobrodružství Sherlocka Holmese a doktora Watsona (1979–1986), hlavní role ztvárnili Vasilij Livanov a Vitalij Solomin[6]
- epizoda britského seriálu Sherlock Holmes (1984–1994), hlavní role ztvárnili Jeremy Brett a David Burke[7]
- film Sherlock Holmes: Hra stínů (2011) je povídkou volně inspirován[8]
- odkazy na povídku se objevují v několika epizodách seriálu BBC Sherlock[9][10]